# 李詩雅
李詩雅（韓語：이시아，1990年7月10日—），韓國女演員、歌手。2011年作為女團CHI CHI的成員之一出道，於2013年組合解散後轉為演員的身份活動，曾參演過多部熱門電視劇如《Signal》和《Remember—兒子的戰爭》，2016年在日日劇《怪異家族》首次擔任女主角。

## 出演作品

### 電視劇
| 年份   | 平台         | 劇名                    | 角色             | 備註     |
| 2013年 | MBC          | 《龜巖許浚》            | 光海君夫人劉氏   |          |
| 2014年 | SBS          | 《對我而言可愛的她》    | 尹素恩           |          |
| 2015年 | JTBC         | 《下女們》              | 許尹玉           |          |
| 2015年 | OCN          | 《看見鬼的刑警處容2》   | 韓智秀           |          |
| 2015年 | SBS          | 《Remember—兒子的戰爭》 | 金漢娜           |          |
| 2016年 | tvN          | 《Signal》              | 金媛景(金元靜)   |          |
| 2016年 | NaverTV cast | 《分身》（도플갱어）            | 妍珠             |          |
| 2016年 | KBS2         | 《怪異家族》            | 姜丹怡           |          |
| 2017年 | OCN          | 《隧道》                | 申妍淑           |          |
| 2017年 | SBS          | 《奇怪的搭檔》          | 李娜恩           | 特別出演 |
| 2018年 | tvN          | 《陽光先生》            | 崔宥鎮的媽媽     | 特別出演 |
| 2018年 | SBS          | 《如果是她的話》        | 申賢書（整型前） | 特別出演 |
| 2020年 | MBC          | 《365：逆轉命運的1年》  | 徐妍秀           |          |
| 2023年 | KBS2         | 《高麗契丹戰爭》        | 元貞王后         |          |
| 2024年 | SBS          | 《财阀X刑警》           | 金善伶           | 特別出演 |
| 2025年 | tvN／TVING   | 《元敬》                | 英实             |          |

### 電影
| 年份   | 片名               | 角色           |
| 2017年 | 《Lucid Dream》    | 美妍           |
| 2018年 | 《極智對決》       | 劉賢珠／閔賢珠 |
| 2019年 | 《沒有臉孔的老大》 | 鄭敏貞         |
| 2024年 | 《银河》           | 银河           |

### MV
| 年份   | 歌手    | 歌名                  |
| 2012年 | CHI CHI | 《》                  |
| 2012年 | CHI CHI | 《Love Is Energy》    |
| 2013年 | 金在中  | 《Just Another Girl》 |

## 外部連結
- 李詩雅的Instagram帳戶 
- 李詩雅在互联网电影资料库（IMDb）上的資料（英文）